# Canton de Montauban-6
Le canton de Montauban-6 est un ancien canton français du département de Tarn-et-Garonne et de la région Midi-Pyrénées.

## Communes
Le canton de Montauban-6 était formé d'une partie de Montauban

## Administration
| Période | Période | Identité        | Étiquette | Qualité |
| ------- | ------- | --------------- | --------- | --- |
| 1992    | 2004    | Adrien de Santi | RPR       | Chef d'entreprise Conseiller municipal de Montauban                                                            |
| 2004    | 2015    | Claude Mouchard | PS        | Gérant d'une agence de publicité, ancien directeur de cabinet d'Hubert Gouze Conseiller municipal de Montauban |

## Démographie
| 1999   | 2006   | 2011   | 2012   |
| ------ | ------ | ------ | ------ |
| 10 837 | 10 226 | 10 721 | 10 703 |